# 아가노강
아가노강(信濃川)은 일본 후쿠시마현에서 니가타현으로 흐르는 강이다. 후쿠시마현 안에서는 아가강(阿賀川)이나 오카와강(大川) 불린다. 총 길이는 210 km이고 유역 면적은 7,710 km2이다.
강의 수원은 후쿠시마현과 도치기현 경계의 아라카이산이다. 강은 북쪽으로 흘러 아이즈 분지에서 이와시로호에서 흘러나온 닛파시강, 다다미강과 합류하고 서쪽으로 방향을 틀어 동해로 빠져나간다. 강 하구는 일본의 강들 중 가장 크다.
1964년에 니가타현 가노세촌의 화학 공장에서 메틸수은이 강으로 방류되어 니가타 미나마타병이 발생하였다.